# Cesta gladiátorů 2000
Cesta gladiátorů 2000 (v originále Death Race 2000) je americký dystopický akční sci-fi film z roku 1975, který natočil režisér Paul Bartel v produkci Rogera Cormana pro společnost New World Pictures.Děj filmu se odehrává v dystopické americké společnosti v roce 2000 a jeho hlavním tématem je vražedný závod, jehož účastníci získávají body tím, že srážejí a zabíjejí chodce. David Carradine hraje „Frankensteina“, hlavního šampiona závodu, který se stane terčem povstaleckého hnutí usilujícího o zrušení závodu. Dále hrají Sylvester Stallone, Simone Griffeth, Mary Woronov, Martin Kove a Don Steele.
Roger Corman si všiml publicity kolem filmu Rollerball (1975), a tak se snažil vytvořit svůj vlastní futuristický sportovní akční film a opcí získal práva na povídku Iba Melchiora „The Racer“ z roku 1956 a k režii byl najat Paul Bartel. Film byl uveden do kin 27. dubna 1975. Zpočátku se setkal se smíšenými kritikami, ale byl značně komerčně úspěšný a při rozpočtu pod 1 milion dolarů vydělal přes 5 milionů dolarů.
V letech po uvedení do kin kritici oceňovali politickou a společenskou satiru filmu a film si získal silnou kultovní oblibu. v roce 2008 vznikl remake s názvem Rallye smrti a v roce 2017 pokračování filmu Rallye smrti 2050.

## Děj
Po hospodářském kolapsu v roce 1979 upadly Spojené státy do chaosu a byly přetvořeny v totalitní režim pod vojenskou správou. Aby si vláda udržela kontrolu nad obyvatelstvem, zavedla brutální zábavu – Transkontinentální silniční závod, kde řidiči v ozbrojených vozech závodí napříč zemí a získávají body za zabíjení chodců.
Ve 20. ročníku závodu v roce 2000 soupeří pět závodníků:
- Frankenstein – záhadný národní hrdina v černém oblečení
- Machine Gun Joe – gangster z Chicaga
- Calamity Jane – kovbojka
- Matilda the Hun – neonacistka
- Nero the Hero – římský gladiátor

Zatímco se vláda snaží udržet kontrolu, skupina rebelů vedená Thomasinou Paine, potomkyní revolucionáře Thomase Paina, plánuje sabotovat závod, zničit jeho řidiče a unést Frankensteina jako rukojmí. Pomáhá jí její vnučka Annie, která je Frankensteinovou navigátorkou a má za úkol ho zradit.
Rebelové zabíjí postupně většinu řidičů: Nero zahyne po nárazu do výbušného „dítěte“, Matilda a Jane padají do léček. Zůstávají jen Frankenstein a Joe. Annie mezitím zjistí pravdu: Frankenstein není jedna osoba, ale státem vytvořená legenda – identita, kterou převlékají různí závodníci po zranění nebo smrti předchozích tak, aby se zdál nezničitelný.
Současný Frankenstein plánuje atentát – při převzetí ceny stiskne prezidentovi ruku a tím odpálí granát ukrytý v protéze. Joe mu ale překazí plán a Annie musí použít granát na Joea. Frankenstein je prohlášen vítězem, ale je zraněn a neschopen vykonat atentát. Annie se za něj převlékne, plánuje prezidenta bodnout, ale její babička ji nepozná a střelí ji. V nastalém zmatku skutečný Frankenstein vjede autem do pódia a prezidenta zabije.
Stává se novým prezidentem, bere si Annie za ženu a jmenuje Thomasinu ministryní bezpečnosti. Když moderátor závodu protestuje proti jeho zrušení, Frankenstein ho přejede autem a odjíždí s Annie za potlesku davu.

## Obsazení
- David Carradine jako „Frankenstein“
- Sylvester Stallone jako Joe „Machine Gun“ Viterbo
- Simone Griffeth jako Annie Smith (Frankensteinova navigátorka)
- Mary Woronovová jako „Calamity“ Jane Kellyová
- Roberta Collins jako Matilda „Hun“
- Martin Kove jako Ray „Nero Hrdina“ Lonagan
- Louisa Moritz jako Myra (Joeova navigátorka)
- Don Steele jako Junior Bruce (hlasatel závodu)
- Joyce Jameson jako Grace Pander (hlasatelka závodu)
- Carle Bensen jako Harold (hlasatel závodu)
- Sandy McCallum jako pan prezident
- Paul Laurence jako zvláštní agent
- Harriet Medin jako Thomasina Paine
- Vince Trankina jako poručík Fury
- Bill Morey jako Deacon
- Fred Grandy jako Herman „Němec“ Boch (Matyldin navigátor)
- William Shephard jako Pete (Janin navigátor)
- Leslie McRay jako Kleopatra (Neronova navigátorka)
- Wendy Bartel jako Laurie
- Jack Favorite jako Henry
- Sandy Ignon jako agent FBI
- John Landis jako mechanik
- Darla McDonellová jako Rhonda Bainbridgeová
- Roger Rook jako radista
- Wendy Dio jako blonďatá masérka